# Matrice de prochaine génération
En épidémiologie, la matrice de prochaine génération est utilisée pour dériver le nombre de reproduction de base, pour un modèle compartimental de la propagation des maladies infectieuses . En dynamique de population, il est utilisé pour calculer le nombre de reproduction de base pour les modèles de population structurés. Il est également utilisé dans les modèles de branchement multi-types pour des calculs analogues.
La méthode de calcul du taux de reproduction de base à l'aide de la matrice de prochaine génération est donnée par Diekmann et al. (1990)  et van den Driessche et Watmough (2002). Pour calculer le nombre de reproduction de base en utilisant une matrice de prochaine génération, la population entière est divisée en {\displaystyle n} compartiments dans lesquels il y a {\displaystyle m<n} compartiments infectés. Soit{\displaystyle x_{i},i=1,2,3,\ldots ,m}  le nombre de personnes infectées dans le {\displaystyle i^{eme}} compartiment infecté à l'instant t . Maintenant, le modèle épidémique est[réf. nécessaire]</link>
{\displaystyle {\frac {\mathrm {d} x_{i}}{\mathrm {d} t}}=F_{i}(x)-V_{i}(x)}, avec {\displaystyle V_{i}(x)=[V_{i}^{-}(x)-V_{i}^{+}(x)]}
Dans les équations ci-dessus, {\displaystyle F_{i}(x)} représente le taux d'apparition de nouvelles infections dans le compartiment {\displaystyle i} . {\displaystyle V_{i}^{+}} représente le taux de transfert des individus dans le compartiment {\displaystyle i} par tous les autres moyens, et {\displaystyle V_{i}^{-}(x)} représente le taux de transfert des individus hors du compartiment {\displaystyle i} . Le modèle ci-dessus peut également être écrit tel que
{\displaystyle {\frac {\mathrm {d} x}{\mathrm {d} t}}=F(x)-V(x)}
où
{\displaystyle F(x)={\begin{pmatrix}F_{1}(x),&F_{2}(x),&\ldots ,&F_{m}(x)\end{pmatrix}}^{T}}
et
{\displaystyle V(x)={\begin{pmatrix}V_{1}(x),&V_{2}(x),&\ldots ,&V_{m}(x)\end{pmatrix}}^{T}.}
Soit {\displaystyle x_{0}} le point d’équilibre sans maladie. Les valeurs des blocs de la matrice jacobienne {\displaystyle F(x)} et {\displaystyle V(x)} sont:
{\displaystyle DF(x_{0})={\begin{pmatrix}F&0\\0&0\end{pmatrix}}}
{\displaystyle DV(x_{0})={\begin{pmatrix}V&0\\J_{3}&J_{4}\end{pmatrix}}}
Ici, {\displaystyle F} et {\displaystyle V} sont des matrices m × m, définies telles que {\displaystyle F={\frac {\partial F_{i}}{\partial x_{j}}}(x_{0})} et {\displaystyle V={\frac {\partial V_{i}}{\partial x_{j}}}(x_{0})} .
La matrice {\displaystyle FV^{-1}} est communément appelée la matrice de prochaine génération. Le nombre de reproduction de base du modèle est alors donné par la valeur propre de {\displaystyle FV^{-1}} avec la plus grande valeur absolue (le rayon spectral de {\displaystyle FV^{-1}} ). Les matrices de nouvelle génération peuvent être évaluées par calcul à partir de données d'observation, ce qui constitue souvent l'approche la plus productive lorsqu'il existe un grand nombre de compartiments.

## Sources
- Zhien Ma et Jia Li, Dynamical Modeling and analysis of Epidemics, World Scientific, 2009 (ISBN 978-981-279-749-0, OCLC 225820441)
- O. Diekmann et J. A. P. Heesterbeek, Mathematical Epidemiology of Infectious Disease, John Wiley & Son, 2000
- Heffernan, Smith et Wahl, « Perspectives on the basic reproductive ratio », J. R. Soc. Interface, vol. 2, no 4,‎ 2005, p. 281–93 (PMID 16849186, PMCID 1578275, DOI 10.1098/rsif.2005.0042)